# Axionice albomaculata
Axionice albomaculata är en ringmaskart som först beskrevs av Maurice Caullery 1944.  Axionice albomaculata ingår i släktet Axionice och familjen Terebellidae. Inga underarter finns listade i Catalogue of Life.